# Olympische Sommerspiele 1896/Gerätturnen – Barren Mannschaft (Männer)
Der Mannschaftswettkampf im Turnen am Barren bei den Olympischen Spielen 1896 in Athen wurde am 9. April im Panathinaiko-Stadion ausgetragen.
Insgesamt gingen 63 Athleten aus 2 Nationen an den Start.
Die Kampfrichter gaben Punkte für folgende Komponenten:
- Ausführung
- Rhythmus
- technische Schwierigkeit

Olympiasieger wurde die Mannschaft des Deutschen Reichs, mit Fritz Hofmann als Mannschaftskapitän, vor den beiden griechischen Teams.

## Ergebnisse
| Rang | Nation                                        | Athleten |
| ---- | --------------------------------------------- | --- |
| 1    | Deutsches Reich                               | Fritz Hofmann (Mannschaftskapitän) Conrad Böcker Alfred Flatow Gustav Flatow Georg Hillmar Fritz Manteuffel Karl Neukirch Richard Röstel Gustav Schuft Carl Schuhmann Hermann Weingärtner |
| 2    | Griechenland Panellinios Gymnastikos Syllogos | Sotirios Athanasopoulos (Mannschaftskapitän) Nikolaos Andriakopoulos Petros Persakis Thomas Xenakis 29 weitere unbekannte Turner                                                          |
| -    | Griechenland Ethnikos Gymnastikos Syllogos    | Ioannis Chrysafis (Mannschaftskapitän) Ioannis Mitropoulos Filippos Karvelas Dimitrios Loundras 15 weitere unbekannte Turner                                                              |